# Gustaf Hanngren
Per Gustaf Wilhelm Hanngren, född den 6 september 1845 i Husby socken, Kopparbergs län, död där den 8 juli 1905, var en svensk militär. Han var far till Martin Hanngren.
Hanngren blev underlöjtnant vid Dalregementet 1865, löjtnant där 1871 och kapten 1880. Han befordrades till major vid Västerbottens regemente 1894. Hanngren blev överstelöjtnant 1897 och fick avsked med tillstånd att som överstelöjtnant kvarstå i regementets reserv 1898. Han blev överste i armén 1903. Hanngren blev riddare av Svärdsorden 1888. Han vilar på Husby kyrkogård.